# マルヤマタケシ
マルヤマ タケシ（1969年8月19日 - ）は、日本の男性声優。千葉県出身。プロダクション・エース所属。
旧活動名は丸山 壮史（読み同じ）で、2024年8月より現表記に改めた。

## 人物
趣味・特技は山登り、ドライブ。

## 出演
太字はメインキャラクター。

### テレビアニメ
2004年
- お伽草子（兵士C、検非違使隊長、陰陽師B、おじさんC、作業員）
- KURAU Phantom Memory（貨物船操縦士、運転手、男）

2005年
- ギャラリーフェイク（学芸員）
- 交響詩篇エウレカセブン（大男）
- JINKI:EXTEND（首脳A、古屋谷英男）

2006年
- オーバン・スターレーサーズ（マルセル、セレス）
- 内閣権力犯罪強制取締官 財前丈太郎（梅田森雄、GNN班長）

2007年
- がくえんゆーとぴあ まなびストレート!（消防員）

2008年
- ゴルゴ13（サム、部下）
- 地獄少女 三鼎（市村芳雄）
- ネットゴーストPIPOPA（祖父江十三、ビット、サーチン、守の父、イシーン、ダガシン、ツーリストン、江ノ島シゲオ 他）

2009年
- そらのおとしもの（2009年 - 2010年、竹原先生、国語教師、アナウンサー、八百屋さん、パンツロボ 他） - 2シリーズ

2011年
- デッドマン・ワンダーランド（高頭寺一政）
- マケン姫っ!（イナホ父）

2012年
- えびてん 公立海老栖川高校天悶部（白鳥少尉）

2013年
- 宇宙戦艦ヤマト2199（デバルゾ・ボーゼン）
- 恋愛ラボ（教師）

2014年
- 牙狼〈GARO〉-炎の刻印-（ドナート）
- 棺姫のチャイカ AVENGING BATTLE（ヴィーマック王国首相、臣下）

2015年
- ISUCA（真一郎の父）

2016年
- 機動戦士ガンダムUC RE:0096（サーセル、整備指揮所長、整備兵、通信、アナウンサー）
- クロムクロ（記者）
- ブレイブウィッチーズ（ヴァーノン館長）

2017年
- スナックワールド（ガスタンク大臣、ブイヨン、パック）

2018年
- レイトン ミステリー探偵社 〜カトリーのナゾトキファイル〜（タオレッタ）
- DOUBLE DECKER! ダグ&キリル（ジョイル）
- ゾンビランドサガ（監督）

2019年
- かぐや様は告らせたい〜天才たちの恋愛頭脳戦〜（2019年 - 2022年、J鈴木） - 2シリーズ
- 超人高校生たちは異世界でも余裕で生き抜くようです!（ヤッコイ）
- GRANBLUE FANTASY The Animation Season 2（店主）

2020年
- 波よ聞いてくれ（熊、師匠、おきゅうほん、アナグマ泰三）

2021年
- トロピカル〜ジュ!プリキュア（校長先生）

2023年
- ひきこまり吸血姫の悶々（ミリセント父）

### 劇場アニメ
- ジュノー（2010年、フランコ派幹部[6]）
- 劇場版 そらのおとしもの 時計じかけの哀女神（2011年、おじちゃん）
- 劇場版 TIGER & BUNNY -The Rising-（2014年、引ったくり犯）
- 金の国 水の国（2023年、バウラ）
- 宇宙戦艦ヤマト2205 新たなる旅立ち (2021年、チェフ・レバルス)
- ヤマトよ永遠に REBEL3199 (2021年、チェフ・レバルス)

### OVA
- 機動戦士ガンダムUC（2010年、サーセル）

### Webアニメ
- テルマエ・ロマエ ノヴァエ（2022年、おじさん、使者）

### ゲーム
2007年
- 召喚少女 〜ElementalGirl Calling〜（ギルド職員）

2010年
- HEAVY RAIN 心の軋むとき（クラレンス･デュフレ）

2012年
- タイムトラベラーズ（ルサンチ☆マン / 犬山かける）

2015年
- ドラゴンクエストヒーローズ 闇竜と世界樹の城
- ドラゴンクエストVIII 空と海と大地と呪われし姫君（キャプテン・クロウ）
- Fallout 4（プレストン・ガービー）
- LEGO マーベル スーパー・ヒーローズ ザ・ゲーム（キャプテン・アメリカ 他）

2016年
- League of Legends（カ＝ジックス、ドクター・ムンド）

2018年
- THE KING OF FIGHTERS ALLSTAR（2018年 - 2020年、タクマ・サカザキ / Mr.カラテ）

2019年
- スターリンク バトル・フォー・アトラス （カール・ジオン）
- ドラゴンクエストXI 過ぎ去りし時を求めて S（アラクラトロ、ポナコッタ〈団長〉）

2021年
- ドラゴンクエストライバルズ（ズーボー）

2022年
- タクティクスオウガ リボーン

2024年
- ファイナルファンタジーVII リバース
- グランブルーファンタジー（モンビクス王）

### ドラマCD
- 子供はなんでも知っている（呉英一郎）

### 吹き替え

#### 担当俳優
ウー・ジン
- ウルフ・オブ・ウォー ネイビー・シールズ傭兵部隊 vs PLA特殊部隊（レイ・フェン）
- 戦狼 ウルフ・オブ・ウォー（レイ・フェン）
- クライマーズ（ファン・ウージョウ）

ザック・ガリフィアナキス
- スパイアニマル・Gフォース（ベン・ケンドール）
- バードマン あるいは（無知がもたらす予期せぬ奇跡）（ジェイク）
- ビーニー・バブル（タイ・ワーナー）

シェー・ウィガム
- ファンシー・ダンス（フランク）
- ワイルド・スピード MAX（マイケル・スタジアック捜査官〈シェー・ウィガム〉）※劇場公開版
  - ワイルド・スピード EURO MISSION
  - ワイルド・スピード/ジェットブレイク

デヴィッド・ハーバー
- グリーン・ホーネット（フランク・スカンロン）
- スーサイド・スクワッド（デクスター・トリバー）
- 007 慰めの報酬（グレッグ・ビーム）※ソフト版

ドミニク・ウェスト
- コレット（アンリ・ゴーティエ＝ヴィラール）
- センチュリオン（ヴィリルス将軍）
- ダウントン・アビー/新たなる時代へ（ガイ）

ロリー・キニア
- 007 慰めの報酬（ビル・タナー）※BSジャパン版
- ナイトメア〜血塗られた秘密〜（クリーチャー）
- 2034 今そこにある未来（スティーヴン・ライオンズ）

#### 映画
- アイアン・スカイ
- あいつはママのボーイフレンド（エンリコ〈エンリコ・コラントーニ〉）
- アイリッシュマン
- アウェアネス 超能力覚醒（ビセンテ〈ペドロ・アロンソ〉）
- 悪魔を見た
- アドベンチャーランドへようこそ（ボビー〈ビル・ヘイダー〉）
- あの夜、マイアミで（コメディアン）
- アバウト・タイム〜愛おしい時間について〜（ハリー〈トム・ホランダー〉）
- 雨に唄えば（ロッド〈キング・ドノヴァン〉）※PDDVD版
- アメリア 永遠の翼
- アラバマ物語（テイト保安官〈フランク・オバートン〉）※PDDVD版
- アルビン/歌うシマリス3兄弟
- アルフ ファイナル・スペシャル
- アレックス・ライダー
- アローン・イン・ザ・ダーク
- アロハ（レイシー大佐〈ダニー・マクブライド〉）
- アンヒューマン
- イン・ジャングル 地獄からの脱出
- インターステラー（CASE）
- インターンシップ
- インディ・ジョーンズ/クリスタル・スカルの王国（牧師）※劇場公開版、日本テレビ版
- イン・ハー・シューズ
- インプット -記憶-（オーゲンブリック〈フィリップ・ジャクソン〉）
- Virginia/ヴァージニア（ナレーション〈トム・ウェイツ〉）
- ウィラード
- ウェズリー・スナイプス ザ・シューター
- ウェディング・バトル アウトな男たち
- ウォンテッド（薬剤師〈ブライアン・キャスプ〉[16]）※BSテレ東版
- 浮き草たち（スコット〈マイク・バービグリア〉）
- エイリアン: コヴェナント（ロープ軍曹〈デミアン・ビチル〉[17]）
- エスター ファースト・キル（ドナン刑事〈ヒロ・カナガワ〉）
- MI5:消された機密ファイル（アレック・ビーズリー首相〈レイフ・ファインズ〉）
- オーストラリア
- 大いなる陰謀
- 狼の街（ジョーイ〈ジョヴァンニ・リビシ〉）
- オオカミは嘘をつく（ミッキ〈リオル・アシュケナージ〉）
- オッペンハイマー（ロジャー・ロッブ〈ジェイソン・クラーク〉[18]）
- 俺たち喧嘩スケーター2: 最後のあがき（ダグ・グラット〈ショーン・ウィリアム・スコット〉）
- 壊滅暴風圏II/カテゴリー7
- 神は死んだのか（デイヴ牧師〈デヴィッド・A・R・ホワイト〉）
- カムガール（バーニー〈マイケル・デンプシー〉）
- キスキス,バンバン
- キック・アス/ジャスティス・フォーエバー（ハビエル〈ジョン・レグイザモ〉）
- 救命艇（ウィリー）※PDDVD版
- キラーズ・オブ・ザ・フラワームーン（ボニキャッスル族長〈ヤンシー・レッド・コーン〉）
- キャピタリズム〜マネーは踊る〜（マイケル・ムーア）
- キャプティビティ（ディスサントス刑事〈ラズ・アロンソ〉）
- グアンタナモ、僕達が見た真実
- クリード 過去の逆襲（トッド・グリシャム）※オンデマンド配信版
- クローゼットに閉じこめられた僕の奇想天外な旅（スミス〈ベン・ミラー〉[19]）
- 警察署長ジェッシイ・ストーン 訣別の海（ボブ〈ジェームズ・ギャモン〉）
- 警察署長ジェッシイ・ストーン 4番目の真実
- ゲット・ザ・マネー（ピーター〈トマス・ビルム・ヤンセン〉）
- ゴースト・ハウス
- ゴーストライダー
- コードネーム エンジェル（ダニー・ベン＝アロヤ〈トビー・ケベル〉）
- 哭声/コクソン（ジョング〈クァク・ドウォン〉）
- GODZILLA ゴジラ（ジェインウェイ〈タイ・オルソン〉[20][3]）
- ゴッホ 最期の手紙（貸しボート屋〈エイダン・ターナー〉）
- コイン強盗クラブ
- 最高のともだち（スーパーフライ〈オーランド・ジョーンズ〉）
- 最後の初恋（チャーリー・トーレルソン〈パブロ・シュレイバー〉）
- ザ・スナイパー
- THE BATMAN-ザ・バットマン-[21]
- ザ・ドゥ＝デカ＝ペンタスロン（マーク〈スティーヴ・ジシス〉）
- ザ・バンク 堕ちた巨像
- サボタージュ（シュガー〈テレンス・ハワード〉）
- 猿の惑星: 聖戦記[22]
- ザ・リチュアル いけにえの儀式（ドム〈サム・スロートン〉）
- ザ・レポート（ショーン・マーフィー、ディック・チェイニー、ジャン・チョー、マーク・ユーダル）
- サンダーバード55/GoGo（ドウキンズ）[23]
- 388（アレックス）
- G.I.ジョー バック2リベンジ（首席補佐官）
- 幸せになるための27のドレス
- 砂の城（ディラン・チャツキー軍曹〈グレン・パウエル〉）
- ジェニファー・ラヴ・ヒューイットのtrue love（アーチー・グレイ〈ダグレイ・スコット〉）
- ジュピター（マリディクテス）
- ショック・ウェーブ
- シルバーホーク
- 人生はノー・リターン 〜僕とオカン、涙の3000マイル〜（HSN役員）
- スターダスト（商人ファーディ〈リッキー・ジャーヴェイス〉）
- ステルス
- スパイキッズ4D:ワールドタイム・ミッション（カメラマン）
- スペシャル・フォース（オークリー〈サイード・カモリディノフ〉）
- スワン・ソング
- セバーグ（ロマン・ギャリー〈イヴァン・アタル〉）
- セルジオ: 世界を救うために戦った男
- ゼロヴィル（強盗〈クレイグ・ロビンソン〉）
- 戦場のレクイエム（ジァオ・ダーボン〈リャオ・ファン〉）
- センター・オブ・ジ・アース2 神秘の島
- ソウ（ジェフ・ライデンアワー〈ネッド・ベラミー〉）
- ゾディアック
- ダークスカイズ（マイク）
- ダークナイト ライジング（医者）
- ダイ・ハード2（ラモン・エスペランザ〈フランコ・ネロ〉[24]）※テレビ朝日版追加録音部分
- タクシー運転手 約束は海を越えて（キム・マンソプ〈ソン・ガンホ〉）
- タクシードライバー ※DVD版
- 007 カジノ・ロワイヤル ※ソフト版
- タワーリング・インフェルノ（スコット）※BSジャパン版
- 沈黙の宿命（アンドレ・メイソン〈ウィリアム・“ビッグ・スリープス”・スチュワート〉）
  - 沈黙の啓示
  - 沈黙の背信
  - 沈黙の弾痕
  - 沈黙の挽歌
  - 沈黙の神拳
- 沈黙の帝王（コンドル〈ジョニー・メスナー〉）
- DCエクステンディッド・ユニバース
  - マン・オブ・スティール（セコウスキー）
  - バットマン vs スーパーマン ジャスティスの誕生（アマハ将軍）
  - ワンダーウーマン（悪党1[25]）
  - アクアマン（トーマス・カリー〈テムエラ・モリソン〉[26]）
  - ザ・フラッシュ（トーマス・カリー〈テムエラ・モリソン〉[27]）
  - アクアマン/失われた王国（トーマス・カリー〈テムエラ・モリソン〉[28]）
- ディアトロフ・インシデント（JPハウザーJr.）
- ディスクワイエット（ヴァージル）
- 特捜部Qシリーズ（マークス〈ソーレン・ピルマーク〉）
  - 特捜部Q 檻の中の女
  - 特捜部Q Pからのメッセージ
  - 特捜部Q カルテ番号64[29]
- トランスフォーマーシリーズ
  - トランスフォーマー/リベンジ（コラン教授〈レイン・ウィルソン〉）
  - トランスフォーマー/ダークサイド・ムーン（ジェリー・ワン〈ケン・チョン〉）
  - トランスフォーマー/ロストエイジ（首席補佐官）
  - バンブルビー（ロイ〈レニー・ジェイコブソン〉[30]）
- トロピック・サンダー/史上最低の作戦（ジェフ・ポートノイ〈ジャック・ブラック〉）
- ナポレオン（アルマン・ド・コランクール〈ベン・マイルズ〉）
- 2012（スコッティ）
- ノック 終末の訪問者（男性キャスター[31]）
- バイオハザードIII ※テレビ朝日版
- バッド・ブロマンス（ビル・シャーマー〈ジェフリー・タンバー〉）
- ハドソン川の奇跡（チャールズ・ポーター〈マイク・オマリー〉）※ザ・シネマ版
- バトル・オブ・ザ・セクシーズ
- パニッシャー: ウォー・ゾーン
- パリピ芸人、ロシアへ行く（バート〈バート・クライシャー〉[32]）
- ヒュービーのハロウィーン（スティーヴ〈ケヴィン・ジェームズ〉）
- ファイナル・デッドブリッジ（アイザック・パーマー〈P・J・バーン〉）
- ファウンダー ハンバーガー帝国のヒミツ（ディック・マクドナルド[33]〈ニック・オファーマン〉）
- ファントム・ファイアー
- プーと大人になった僕（ハル〈エイドリアン・スカーボロー〉[34]）
- ブラック・スコルピオン
- プラハの恋人
- プリティ・ヘレン
- ブロードウェイ・メロディ（ジャック・ウォリナー〈ケネス・トンプソン〉）
- プロメテウス（ミルバーン〈レイフ・スポール〉[35]）※ザ・シネマ版
- ベスト・キッド
- ベッドタイム・ストーリー
- ボーンシリーズ
  - ボーン・アイデンティティー ※フジテレビ版
  - ジェイソン・ボーン（ハブリーダー〈マシュー・オニール〉[36]）※BSテレ東版
- マーベル・シネマティック・ユニバース
  - アイアンマン ※劇場公開版
  - マイティ・ソー（ジャスパー・シットウェル〈マキシミリアーノ・ヘルナンデス〉）
  - キャプテン・アメリカ/ザ・ファースト・アベンジャー（議員補佐）
  - アベンジャーズ（ジャスパー・シットウェル〈マキシミリアーノ・ヘルナンデス〉）
  - アイアンマン3（ゲイリー）
  - マイティ・ソー/ダーク・ワールド（係員）
  - キャプテン・アメリカ/ウィンター・ソルジャー（ジャスパー・シットウェル〈マキシミリアーノ・ヘルナンデス〉）
  - エージェント・オブ・シールド（ジャスパー・シットウェル〈マキシミリアーノ・ヘルナンデス〉）
  - アベンジャーズ/エイジ・オブ・ウルトロン（アイアン軍団）
  - アントマン（フランク〈ジョー・クレスト〉）
  - アベンジャーズ/エンドゲーム（ジャスパー・シットウェル〈マキシミリアーノ・ヘルナンデス〉[37]）
  - キャプテン・アメリカ:ブレイブ・ニュー・ワールド（男性レポーターA[38]）
- マッスルモンク
- ミッション:インポッシブル/ゴースト・プロトコル（BBC男声）
- ミッション:インポッシブル/ローグ・ネイション（オペレーター）
- モンスターズ/地球外生命体
- ユダ&ブラック・メシア 裏切りの代償（ロイ・ミッチェル捜査官〈ジェシー・プレモンス〉[39]）
- 夜明けのゾンビ（アイザック）
- ラストナイト・イン・ソーホー（刑事男1〈マイケル・ジブソン〉[40]）
- 落下の解剖学（検事〈アントワーヌ・レナルツ〉[41]）
- ランボー ラスト・ブラッド（マヌエル〈ホアキン・コシオ〉[42]）※劇場公開版
- ルビー・スパークス（サイラス・モディ〈アーシフ・マンドヴィ〉）
- レスラー（ウェイン）
- レミニセンス（サイラス・ブース〈クリフ・カーティス〉[43]）
- REC/レック4 ワールドエンド（ニック〈イスマエル・フリッチ〉）

#### ドラマ
- アガサ・クリスティー 無実はさいなむ（フィリップ・デュラント〈マシュー・グッド〉[44]）
- アガサ・クリスティー なぜ、エヴァンズに頼まなかったのか?（トーマス医師〈コンレス・ヒル〉）
- 赤と黒（ヒョンボン）
- アグリー・ベティ
- 倚天屠龍記（張翠山、鉄冠道人、陳友諒、銭二音殷、空如）
- エリザベス1世 〜愛と陰謀の王宮〜
- 王女ピョンガン 月が浮かぶ川（ヘ・ジウォル〈チョン・インギョム〉[45]）
- オクニョ 運命の女
- ギルモア・ガールズ（ミシェル、トム）
- クイズ 〜100万ポンドを夢見た男〜（エイドリアン・ポロック〈トリスタン・グラヴェル〉[46]）
- グッド・ドクター 名医の条件（マーカス・アンドリュース〈ヒル・ハーパー〉[47]）
- 刑事モース〜オックスフォード事件簿〜（ジム・ストレンジ）
- 階伯〔ケベク〕
- コウラン伝 始皇帝の母（虞平〈ワン・ジエングオ〉[48]）
- コールドケース 迷宮事件簿
  - シーズン4 #22（マイク・チェラスター）
  - シーズン6 #6（役不明）、#20（フアン・デ・ラ・クルス）
  - シーズン7 ザ・ファイナル #8, #19
- ザ・ユニット 米軍極秘部隊
- CSI:サイバー（ダニエル・クラミッツ〈チャーリー・クーンツ〉）
- CSI:ニューヨーク7 #10
- 神鵰侠侶（耶律斉、鹿清篤）
- 新ビバリーヒルズ青春白書（スティントン）
- 新米刑事モース～オックスフォード事件簿～（ジム・ストレンジ）
- スパイ大作戦（バーニー・コリアー〈グレッグ・モリス〉） - DVD版シーズン6・7追加吹き替え
- 水滸伝 All Men Are Brothers（宋江、林冲の父、張青）
- 青春越壁 (青春ウォルダム 呪われた王宮) (領議政(ヨンイジョン)キム・アンジク 〈ソン・ビョンホ〉）
- セックス・エデュケーション（マイケル・グロフ校長〈アリスター・ペトリ〉）※シーズン4から
- 蒼穹の昴（順桂（周駿））
- ゾウズ・フー・キル3 殺意の深層
- タイタニック 愛と偽りの航海
- タッチング・イーブル〜闇を追う捜査官〜
- ナイト・エージェント(ゴードン・ウィック<ベン・コットン>)
- バトル・クリーク 格差警察署（フォンタネル・ホワイト〈カル・ペン〉）
- 80日間世界一周 #2（ニッコロ・モレッティ〈ジョヴァンニ・スキフォーニ〉[49]）
- 薔薇の名前（セヴェリノス〈ピョートル・アダムチク〉[50]）
- V（2009年版）（カイル・ホッブス〈チャールズ・メジャー〉）
- FARGO/ファーゴ2（エド・ブロムキスト〈ジェシー・プレモンス〉）
- フォーリング スカイズ
- ブラックリスト シーズン10
- BLOODLINE ブラッドライン（ケヴィン・レイバーン〈ノーバート・レオ・バッツ〉）
- 碧血剣（孫仲寿、崔希敏、梅剣和）
- BONES シーズン4 #16（ジャングル・ジム）
- ボバ・フェット/The Book of Boba Fett（カーソン・テヴァ〈ポール・サン＝ヒョンジュ・リー〉）
- ホワイトカラー
- マーダーズ・イン・ビルディング[51]（ハワード〈マイケル・C・クレイトン〉）
- マードック・ミステリー 〜刑事マードックの捜査ファイル〜
- マンダロリアン（カーソン・テヴァ）
- ミディアム7 最終章
- ムーンナイト（セリム）
- 名探偵ポワロ 青列車の秘密
- 名探偵モンク6 #13
- 名探偵モンク7 #3
- メディア王 〜華麗なる一族〜 シーズン2（ジェイミー・レアード〈ダニー・ヒューストン〉）
- ランドスケーパーズ 秘密の庭（ジェフ・コリアー）
- リゾーリ&アイルズ ヒロインたちの捜査線（ロンド）
- リゾーリ&アイルズ5（ジェンキンス、カイル）
- レ・ミゼラブル（テナルディエ〈アディール・アクタル〉[52]）
- ロッカビー:パンナム103便爆破事件（マーレイ〈サム・トラウトン〉[53]）
- ロマノフ家の末裔 〜それぞれの人生〜 第5話「虚像の調べ」（アレックス・マイヤーズ〈ロン・リビングストン〉）
- ワン・トゥリー・ヒル（スキルス〈アントワン・タナー〉）
- ピックル・ストーム 異世界からの転校生（2025年、ラドカム校長〈フィリップ・グリーン〉[54]）

#### アニメ
- アドベンチャー・タイム（アイスキング、マウンテンマン、雄アヒル、エバーグリーン）
- アベンジャーズ・アッセンブル（キャプテン・アメリカ / スティーブ・ロジャース）
- アーリーマン 〜ダグと仲間のキックオフ!〜
- アルティメット・スパイダーマン（キャプテン・アメリカ / スティーブ・ロジャース）
- インクレディブル・ファミリー（リフラックス[55]）
- おさるのジョージ（エンリケおじさん）
- X-メン（トゥーン・ディズニー版）（ウルヴァリン）
- カーズ/クロスロード（ボビー・スイフト）
- KND ハチャメチャ大作戦 オペレーション・ゼロ（グランドファーザー）
- 時光代理人 -LINK CLICK-（劉旻〈リウ・ミン〉の父）
- ズートピア（ヤックス）
- スター・ウォーズ 反乱者たち（エージェント・カラス[56]）
- スパイダーマン&アメイジング・フレンズ（ウルヴァリン）
- ソウルフル・ワールド（カーリー[57]）
- ミュータント・タートルズ（2013年版）（クランゲ / クランゲロイド）
- 2分の1の魔法（ガクストン[58]）
- ハルク: スマッシュ・ヒーローズ（キャプテン・アメリカ / スティーブ・ロジャース）
- ビー・ムービー
- 百妖譜（住職）
- モンスターVSエイリアン
- ランゴ（スナグルズ）
- LEGO® スーパー・ヒーローズ:ジャスティス・リーグ 〈クローンとの戦い〉（サイボーグ / サイザロ）
- LEGO® スーパー・ヒーローズ:ジャスティス・リーグ 〈悪の軍団誕生〉（サイボーグ）
- ウェンデルとワイルド（ワイルド）
- ワンス・アポン・ア・スタジオ -100年の思い出-（リトル・ジョン）
- ウィッシュ[59]（クマのジョン）

#### その他
- プロジェクト・ランウェイ（マイケル・コース）
- プロジェクト・ランウェイ6（エパーソン）

### 舞台
- グワィニャオン 2023本公演「生きてるうちが華なのよ TAIAI」（2023年11月15日 - 19日）[60]

### その他
- 地球ドラマチック「オリンピア オリンピックはこうして生まれた」（ボイスオーバー）

### シリーズ一覧
1. ↑  第1期（2009年）、第2期『f』（2010年）
2. ↑  第1期（2019年）、第3期『かぐや様は告らせたい-ウルトラロマンティック-』（2022年）